# Institut für Holzwissenschaften
Koordinaten: 53° 30′ 18″ N, 10° 12′ 5,2″ O
Das Institut für Holzwissenschaften wird als Forschungs- und Lehrcampus in Hamburg-Lohbrügge gemeinsam vom Thünen-Institut des Bundesministeriums für Ernährung und Landwirtschaft und der Universität Hamburg betrieben. Er umfasst auf universitärer Seite das Institut für Holzwissenschaften (IHW), ein Institut des Fachbereichs Biologie der Fakultät für Mathematik, Informatik und Naturwissenschaften, sowie zwei Fachinstituten des Thünen-Instituts (TI). Die beiden TI-Fachinstitute „Holzforschung (HF)“ und „Internationale Waldwirtschaft und Forstökonomie (WF)“, die 2008 aus den ehemaligen Einrichtungen der Bundesforschungsanstalt für Forst- und Holzwirtschaft hervorgegangen sind, widmen sich zusammen mit dem Institut für Holzwissenschaften, ehemals das Zentrum Holzwirtschaft der Universität Hamburg, Forschungs- und Lehraufgaben entsprechend den individuellen Vorgaben und Aufgabenstellungen ihrer jeweiligen Institutionen.

## Struktur und Studium
Das Institut für Holzwissenschaften ist ein Teil der Fakultät für Mathematik, Informatik und Naturwissenschaft der Universität Hamburg und gehört zum Fachbereich Biologie.
Das Institut für Holzwissenschaften bietet anhand mehrerer Lehrkooperationen u. a. mit der HCU, der TUHH und sowohl dem Thünen-Institut für Holzforschung als auch dem Thünen-Institut für Internationale Waldwirtschaft und Forstökonomie aufeinander aufbauende Studiengänge an:
- Bachelor of Science Bioressourcennutzung (deutsch)[1]
- MSc Wood Science (Internationaler Studiengang, englisch)[2]

## Universitäre Arbeitsgruppen
- Weltforstwirtschaft (Michael Köhl)
- Holzchemie (Bodo Saake, Geschäftsführender Direktor)
- Holzkomposite und Verfahrenstechnologie (N. N.; Andreas Krause)
- Holzphysik (N. N.; Jörg B. Ressel)
- Holzbiologie (Elisabeth Magel, Jörg Fromm)

## Liste der ehemaligen Professoren
| Name                | Widmung der Professur                                                          | Jahr der Berufung | Jahr der Pensionierung / Emeritierung |
| ------------------- | ------------------------------------------------------------------------------ | ----------------- | ------------------------------------- |
| Johannes Weck       | Weltforstwirtschaft, Forstwirtschaftsgeographie und Tropische Walderschließung | 1948              | 1965                                  |
| Wilhelm Sandermann  | Holzwirtschaft – Holztechnologie                                               | 1948              | 1975                                  |
| Franz F. Kollmann   | Forstingenieurwesen und Forstnutzung                                           | 1949              | 1954                                  |
| Claus Wiebecke      | Weltforstwirtschaft                                                            | 1957              | 1986                                  |
| Gerhard Kaminsky    | Holzwirtschaft, ins. Arbeitswissenschaft                                       | 1959              | 1985                                  |
| Walter Liese        | Holzbiologie                                                                   | 1963              | 1991                                  |
| Werner H M Schweers | Chemische Technologie des Holzes                                               | 1968              | 1979                                  |
| Eberhard F. Brünig  | Weltforstwirtschaft                                                            | 1967              | 1991                                  |
| Josef Bauch         | Holzbiologie                                                                   | 1971              | 2002                                  |
| Rudolf Patt         | Holzchemie                                                                     | 1976              | 2006                                  |
| Detlef Noack        | Holzphysik                                                                     | 1976              | 1996                                  |
| Arno Frühwald       | Mechanische Holztechnologie                                                    | 1977              | 2009                                  |
| Dieter Eckstein     | Holzbiologie                                                                   | 1977              | 2004                                  |
| Andreas Fleischer   | Arbeitswissenschaft/Biokybernetik                                              | 1989              | 2009                                  |
| Jochen Heuveldop    | Weltforstwirtschaft                                                            | 1992              | 2003                                  |
| Udo Mantau          | Ökonomie der Forst- und Holzwirtschaft                                         | 1992              | 2016                                  |
| Jörg B Ressel       | Holzphysik                                                                     | 1998              | 2019                                  |
| Andreas Krause      | Mechanische Holztechnologie                                                    | 2013              | 2020                                  |

## Thünen-Institute
- Institut für Holzforschung (Institutsleitung: Andreas Krause)
- Institut für Internationale Waldwirtschaft und Forstökonomie (Institutsleitung: Matthias Dieter)

## Weitere Einrichtungen und Institutionen
Auf dem Gelände des Instituts für Holzwissenschaften befinden sich
- ein Gewächshaus mit ungefähr 500 Baumarten[3]
- das Arboretum Lohbrügge[4]
- eine Xylothek mit ca. 35.000 Sammlungsmustern[5]
- Fachbibliothek Forst- und Holzwirtschaft des Thünen-Instituts
- der Bund Deutscher Holzwirte